# Наваф Шукралла
Наваф Абдулла Шукралла (араб. نواف شكر الله, нар. 13 жовтня 1976, Бахрейн) — бахрейнський футбольний арбітр. Арбітр ФІФА з 2007 року. Один з арбітрів чемпіонату світу 2014 року.

## Кар'єра арбітра
2007 року отримав статус арбітра АФК і ФІФА. 
З 2010 року судив матчі Ліги чемпіонів Азії.
2011 року судив матчі Чемпіонату світу з футболу серед юнацьких команд в Мексиці, де обслуговував два матчі, пред'явивши в кожному з них по червоній картці, а також Кубка Азії 2011 року, де також пропрацював на двох іграх.
Наступного року був одним з арбітрів Клубного чемпіонату світу 2012 року, де судив лише один матч за 5-те місце між корейським «Ульсан Хенде» і японським «Санфречче Хіросіма» (2:3).
2013 року був арбітром на молодіжному чемпіонаті світу, де Шукралла обслуговував два матчі групового етапу, а також півфінальний матч.
15 січня 2014 року, після ряду матчів Азійського відбіркового турніру до чемпіонату світу 2014 року, обраний одним з арбітрів чемпіонату світу з футболу 2014 року в Бразилії, де відсудив два матчі групового етапу, показавши в них 7 жовтих карток.